# 렉스당
렉스당(프랑스어: Parti Rexiste 파티 렉시스테[*]) 혹은 렉스(프랑스어: Rexiste 렉시스테[*])는 벨기에의 극우 정당이다. 1935년 창당하여 권위주의, 협동조합주의, 교권적 파시즘, 정치적 기독교주의를 상징한다.